# Suddivisione di Chemnitz
La suddivisione di Chemnitz  fu un accordo stipulato fra i successori di Federico III di Meißen, deceduto nel 1381.
Dopo la morte di Federico III,  margravio di Meißen e langravio di Turingia, i cinque eredi della casata di Wettin si trovarono a Chemnitz, presumibilmente nel locale monastero benedettino, il 13 novembre 1382, per dividersi l'eredità del defunto.
La suddivisione concordata fu la seguente:
1. Baldassarre di Turingia, fratello del defunto, ottenne gran parte del Langraviato di Turingia:
Wartburg, Eisenach, Creuzburg, Markgrafenstein, Salzungen, Lichtenberg, Tenneberg, Gotha, la fortezza di Wachsenburg, Mehlis, Elgersburg, Schwarzwald, Liebenstein, Ballhausen, Grüningen, Weißensee, Tennstedt, Herbsleben, Salza, Thamsbrück, Bischofsgottern, Weimar, Eckartsberga, Finne, Neumark, Buttelstedt, Wiehe, Schönewerda, Buttstädt, Sangerhausen, Grillenburg, Brandenberg, Großfurra, Brücken, Bendeleben, Rothenburg, Kyffhausen, Schlotheim, Treffurt, Breitenbach, la foresta di Gerstungen, Beyernaumburg, Gebesee e l'abbazia di Sittichenbach.
2. Guglielmo I di Meißen, fratello del defunto, ottenne il Margraviato di Meißen.
3. Federico I di Sassonia, Guglielmo II di Meißen e Giorgio, figli del defunto (tutti e tre sotto la tutela della loro madre, Caterina di Henneberg fino al 1390) ottennero Osterland, Landsberg, il Pleißnerland, Orlamünde, Kahla, Jena e Naumburg.

Freiberg rimase sotto comune amministrazione. 